# Évariste Ndayishimiye
Évariste Ndayishimiye (født 1968) er en burundisk politiker, der har fungeret som præsident for Burundi siden 18. juni 2020. Han blev involveret i oprørernes Nationalt Råd for Forsvar af Demokratiet – Styrker for Forsvar af Demokratiet (Conseil National pour la Défense de la Démocratie - Forces pour la Défense de la Démocratie, CNDD-FDD) under den burundiske borgerkrig og avancerede i dets milits. Ved afslutningen af krigen trådte han ind i den burundiske hær og havde en række politiske embeder under præsident Pierre Nkurunziza. Nkurunziza støttede Ndayishimiye som sin efterfølger forud for præsidentvalget i 2020, som han vandt med stort flertal.

## Levned
Évariste Ndayishimiye blev født i 1968 i Giheta, Gitega-provinsen i Burundi. Han skal efter sigende være "glødende" katolik. Han begyndte at studere i jura ved Universitetet i Burundi (UB) og studerede stadig i 1995, da hutu-studerende blev massakreret som en del af den etniske vold, der fulgte den burundiske borgerkrig (1993-2005). Han flygtede og sluttede sig til den moderate oprørsbevægelse Nationalt Råd for Forsvar af Demokratiet – Styrker for Forsvar af Demokratiet ( Conseil National Pour la Défense de la Démocratie - Forces pour la Défense de la Démocratie, CNDD–FDD), der hovedsageligt fik støtte fra etniske hutuer. Han avancerede i graderne i gruppen under borgerkrigen og endte med at lede dets milits og militære aktiviteter. Han fik kaldenavnet "Neva".
En række aftaler i 2003 banede vejen for CNDD–FDD til at gå ind i national politik som et politisk parti. Ndayishimiye blev stedfortrædende stabschef for burundiske hær. I 2005 kom CNDD–FDD til magten under ledelse af Pierre Nkurunziza, hvis baggrund var lignende, og som også var flygtet fra UB i 1995. Ndayishimiye tjente som indenrigsminister og minister for offentlig sikkerhed 2006-2007 før han blev personlig militærrådgiver (chef de cabinet militaire) for Nkurunziza. Han havde denne post indtil 2014. Ved siden af sit embede studerede han på Wisdom University of Africa og fik en grad i 2014. Han var også formand for Burundis olympiske komite i det meste af denne periode.
Efter voksende opposition meddelte Nkurunziza i 2018 at han ikke ville stille op til en fjerde periode som præsident i 2020. Ndayishimiye var den kandidat, som han udpegede som sin afløser i CNDD–FDD og blev anset for at være en "nær allieret". Det var blevet rapporteret at Nkurunziza "ønskede at lede landet bag kulisserne" ved at bruge Ndayishimiye som en marionethersker efter sin fratræden. Imidlertid blev det også bemærket, at Ndayishimiye muligvis var valgt som et kompromis mellem Nkurunziza og andre CNDD–FDD "generaler", der var fast besluttet på at sikre, at en borgerkrigsveteran bevarede kontrollen. Ndayishimiye var ikke forbundet med de værste overgreb under Nkurunziza og blev rapporteret at være den mest "åbne" og "ærlige" kandidat i CNDD–FDD.
Ndayishimiye vandt præsidentvalget i maj 2020 med 68 procent af de afgivne stemmer. Men valgets retfærdighed blev bredt betvivlet af opppositionsgrupper, og det fandt sted midt i COVID-19-pandemien i Burundi. Nkurunziza døde uventet den 8. juni 2020, og da Ndayishimiye allerede havde vundet valget, fremskyndede forfatningsdomstolen hans indsættelse som præsident. Han blev præsident ved en ceremoni i Gitega 18. juni 2020, to måneder før oprindeligt planlagt.

## Præsident
Ndayishimiye begyndte sin syvårige præsidentperiode 18. juni 2020 og annoncerede sit første kabinet 28. juni 2020. Han reducerede antallet af ministre fra 21 til 15 og nominerede hovedsageligt tidligere regime-hardlinere til at indtage nøglepositioner.